# François-Victor Bally

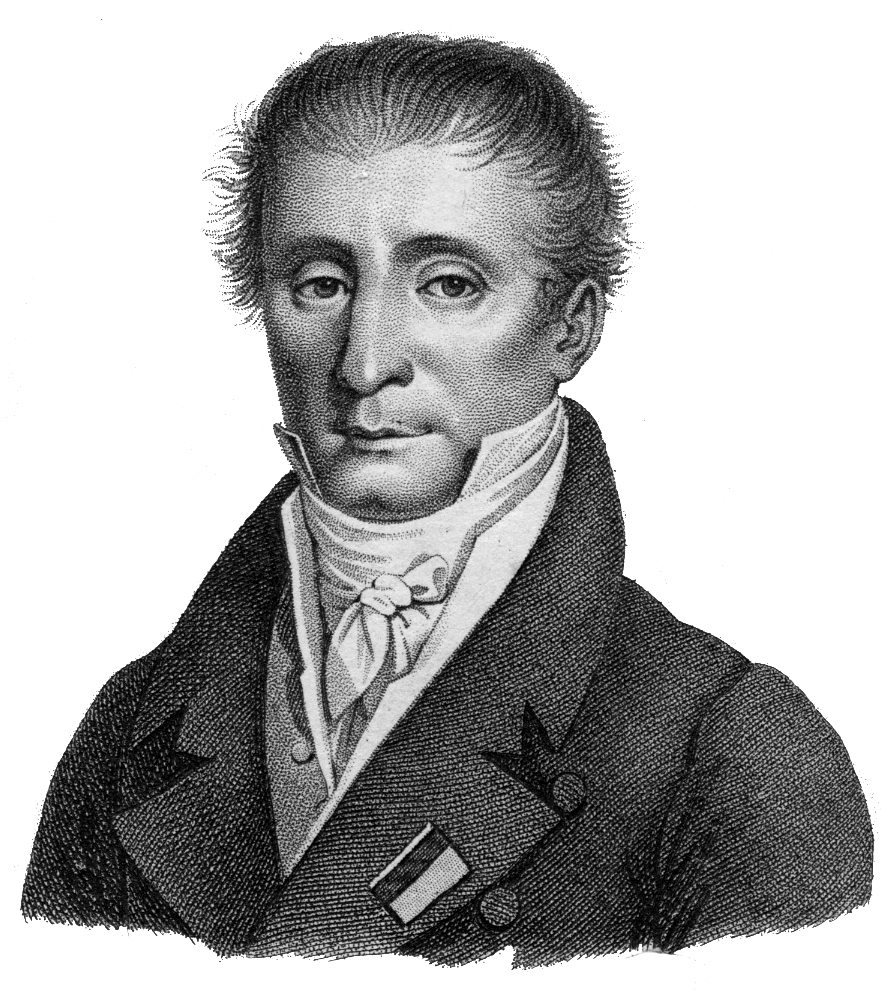
François-Victor Bally 1775–1866

François-Victor Bally (* 22. April 1775 in Beaurepaire; † 21. April 1866 in Salon) war ein französischer Arzt.

## Leben und Wirken
1792 wurde Bally Schüler im Militärhospital von Grenoble und Chirurg in den Armee-Ambulanzen. 1794 ließ er sich beurlauben, um in Montpellier den Doktorgrad zu erwerben. Anschließend war er Arzt bei der Armee in Italien, wo er der Schlacht von Marengo beiwohnte und in den Hospitälern von Antibes und Toulon arbeitete. Aus Toulon zur Armee in Spanien geschickt, erfolgte seine Beförderung zum Chef des Militärspitals von Valladolid und anschließend in Portugal zum Chefarzt im Armeekorps des General Leclerc, mit dem er sich 1802/03 zu einer Expedition nach Saint-Domingue einschiffte.

### Saint-Domingue 1802

Auguste Raffet (1804–1860) 1839: Die Schlacht an der Crête-à-Pierrot 1802

Ziel der Expedition Leclercs war es, den schwarzen General Toussaint Louverture zu entmachten und die Sklaverei in Saint-Domingue wieder einzuführen. Das Unternehmen war zunächst von Erfolg gekrönt. Louverture wurde gefangen genommen und nach Frankreich deportiert, wo er nach achtmonatiger Haft in der Festung Château de Joux starb. Die Kämpfe in Saint-Domingue gingen indes weiter, und in dem ungewohnten Klima fielen die französischen Soldaten, darunter auch General Leclerc, in großer Zahl dem Gelbfieber zum Opfer.
Leclercs Nachfolger General Rochambeau versuchte vergebens, durch Grausamkeiten die Bevölkerung der Insel zu unterwerfen. Sein dezimiertes Heer musste sich jedoch dem schwarzen General Jean-Jacques Dessalines ergeben. Auf dem Rückweg nach Frankreich wurde Rochambeau mit seiner Mannschaft von einem britischen Geschwader gefangen genommen und nach England gebracht. Bally war für kurze Zeit in Saint-Domingue Gefangener der Engländer.
In Saint-Domingue hatte Bally den Ausbruch des Gelbfiebers studiert. Zusätzlich zur Untersuchung der Kranken führte er auch viele Obduktionen der an Gelbfieber Gestorbenen durch. In Saint-Domingue lernte er auch den Kollegen André François (1775–1840) aus Sens kennen, mit dem er später in Barcelona zusammenarbeitete. Nach seiner Freilassung aus der englischen Gefangenschaft kehrte Bally über Havanna, die USA und Holland nach Frankreich zurück.

### Spanien 1804/05, 1821

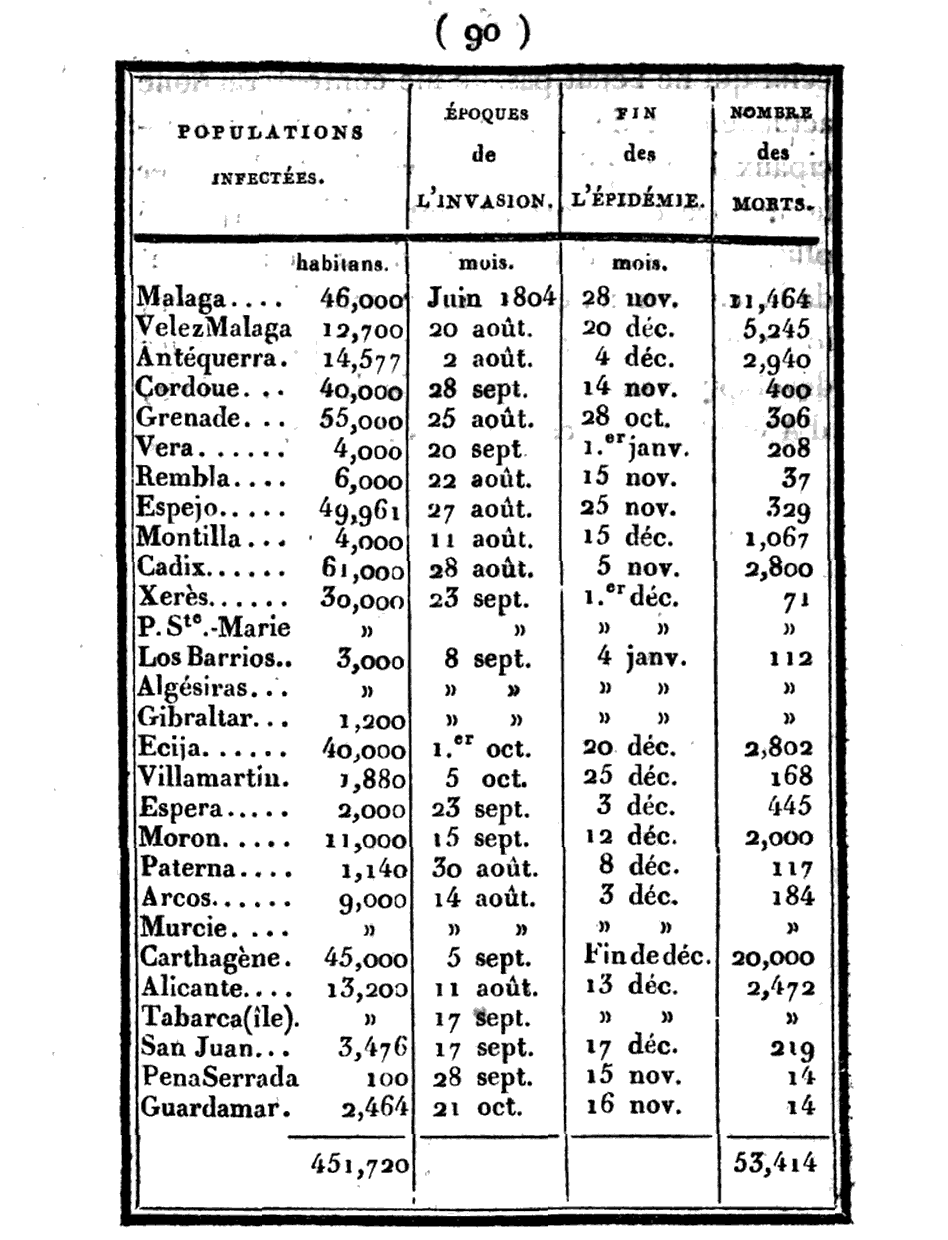
Tabelle zur Gelbfieberepidemie in Spanien 1804. Aus: Du typhus d’Amérique, ou de la fièvre jaune. Paris 1814

1805 wurde er für sechs Monate zu Recherchen in die Küstenstädte Spaniens geschickt, die vom Gelbfieber heimgesucht worden waren. Von Barcelona bis Gibraltar waren innerhalb von fünf Jahren eine Million Menschen der Seuche zum Opfer gefallen.
Im Sommer 1821 fiel die Seuche erneut in Barcelona ein und die französische Regierung befürchtete ein Übergreifen auf die Hafenstädte Marseille und Sète. Das Innenministerium benannte Étienne Pariset und André Mazet (1793–1821), die 1819 die Gelbfieber-Epidemie in Cádiz beobachtet hatten, sowie André François (1775–1840) und Bally als Mitglieder einer Kommission, die vom 28. September 1821 bis Februar 1822 die Seuche in Barcelona studieren sollten. André Mazet infizierte sich mit Gelbfieber und starb in Barcelona. Bally, François und Pariset wurden nach ihrer Rückkehr in Paris mit Ehren überhäuft: 
Ritter der Ehrenlegion, Ritter des Ordre de Saint-Michel,
Ritter des Ordens Karls III. und Träger des Ferdinandsordens.
Außerdem erhielten sie jeder eine lebenslängliche Pension von 3000 Francs.

### Cholera in Frankreich 1832
In den 1820er Jahren war Bally Arzt im Hôpital de la Salpêtrière und im Hôpital Cochin. Ab 1831 war er Arzt im Hôtel-Dieu, wo er auch die Pariser Cholera-Epidemie von 1832 erlebte. Nachdem die Epidemie in Paris abgeklungen war, verfolgte er ihren Verlauf durch Reisen im Land weiter.

### Infektionsmodus
Nach seiner Rückkehr aus Amerika 1803 interpretierte Bally das Gelbfieber als eine durch Miasmen bedingte Krankheit.
Nachdem er jedoch die Infektionswellen an der spanischen Mittelmeerküste studiert hatte, kam er 1814 zum Schluss:
„...dass die Krankheit sehr oft kontagiös ist, aber nicht immer.“ 
Erst die bei der Epidemie von Barcelona 1821 gemachten Beobachtungen ließen ihn zum überzeugten Kontagionisten werden:
„… In unserer Auseinandersetzung ist der Beweis für folgende Behauptungen zu finden, nämlich: dass das gelbe Fieber durch ein mitteilbares Gift hervorgebracht wird, welches sowohl der Mensch, die gebräuchlichen Sachen, die Kaufmannswaren und die beschränkte Atmosphäre, welche den Ansteckungsherd umgibt, enthalten. …“
„… Was die Ursachen betrifft, so müssen wir gestehen, dass ihre Erforschung zu dem klippenvollsten Teil unserer Arbeit gehört; denn sie sind, was Barcelona betrifft, alle nur mutmaßlich. Bloß die Einfuhr und die Wiedererzeugung eines sich weiter verbreitenden Miasma ist klar dargetan. …“
Sein Vorschlag, die Krankheit „Typhus-miasmatique-ataxique-putride-jaune“ zu nennen, wurde nicht beachtet.

## Werke
- Mémoire sur la fièvre jaune. Paris 1803
- Opinion sur le contagion de la fièvre jaune. In: Revue médicale 1810
- Du typhus d’Amérique, ou de la fièvre jaune. Paris 1814 (Digitalisat)
- Histoire médicale de la fièvre jaune, observée en Espagne et particulièrement en Catalogne, dans l’année 1821 ; par Bally, François, Pariset. Colas, Paris 1823 (Digitalisat) (Digitalisat)
  - Medizinische Geschichte des gelben Fiebers, welches in Spanien und besonders in Catalonien im Jahre 1821 von den Herren Bally, François und Pariset beobachtet wurde. Aus dem Französischen übersetzt von A. Liman. Voss, Berlin 1824 (Digitalisat)
- Rapport fait au Conseil supérieur de santé sur la fièvre jaune qui a régné au port du Passage, en 1823. F. Didot, Paris 1824 (Digitalisat)
- Études sur la choladrée lymphatique ou choléra indien, et sur la fièvre jaune. Didot frères, Paris, Band I, 1833 (Digitalisat) Band II, 1835 (Digitalisat)